# Rue du Docteur

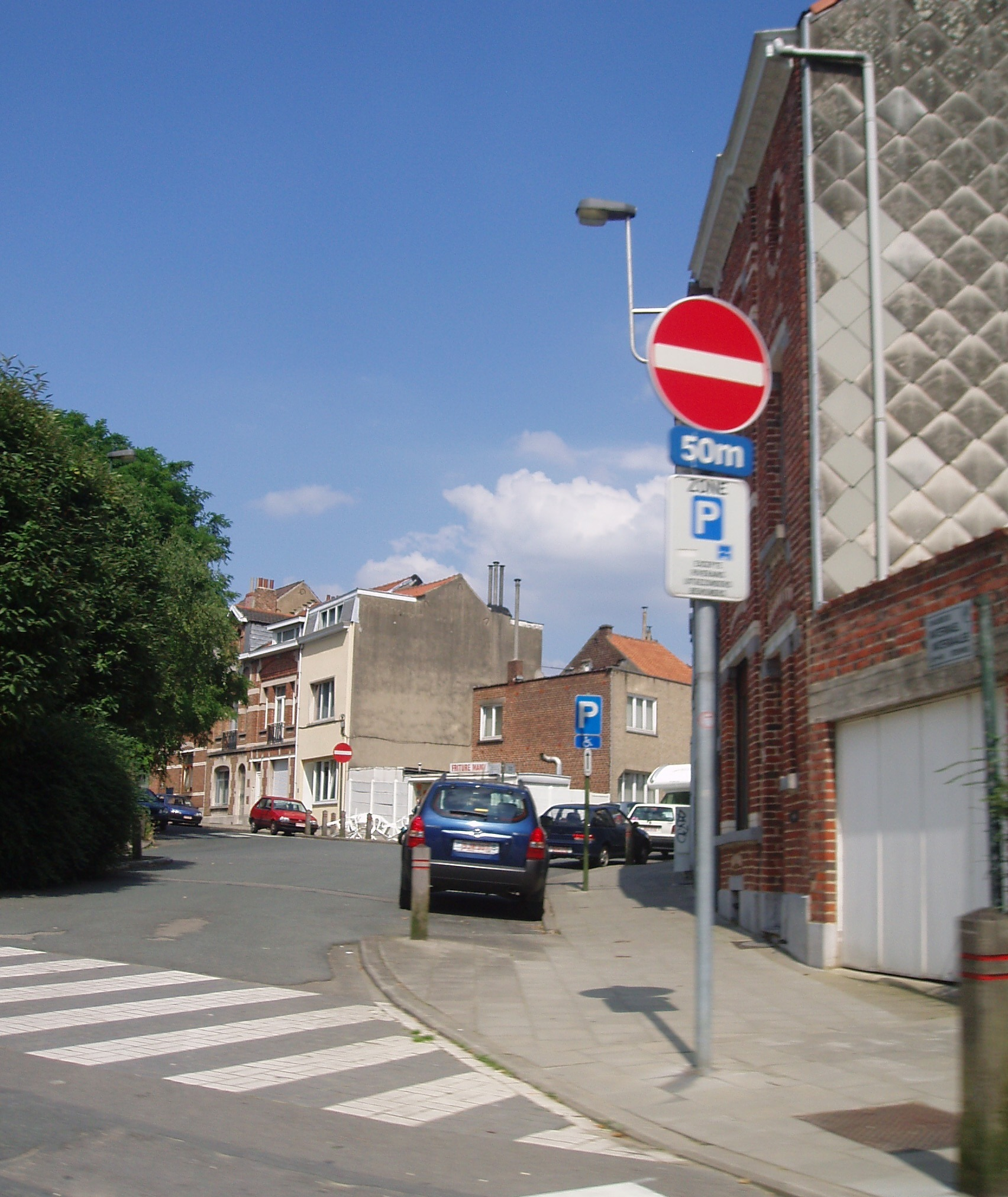
La rue du Docteur partant sur la droite vue du boulevard des Invalides.

La rue du Docteur (en néerlandais : Dokterstraat) est une rue bruxelloise de la commune d'Auderghem.

## Situation et accès
Elle relie le boulevard des Invalides à la chaussée de Watermael et au-delà se termine en clos. Elle est longue d'environ 90 mètres.

## Historique
Cette voie longeait l'ancienne ligne ferroviaire Bruxelles-Tervuren. Elle figure déjà sur un plan approuvé par le conseil communal, le 26 décembre 1908. En 1910, l'intention était de la prolonger jusqu'à la chaussée de Wavre, englobant l'actuelle rue Willame. Les deux tronçons auraient formé une longue rue du Docteur, mais la liaison ne se fit jamais.
La longue partie fut baptisée rue du Docteur (actuelle rue Robert Willame), alors que la petite partie devint la rue des Travailleurs (Arbeidersstraat) le 11 décembre 1910, inspiré par le fait que des maisons ouvrières y avaient été déjà bâties.
Le 1er janvier 1917, pour éliminer des doublons en région bruxelloise (impasse des Travailleurs, disparue depuis) et vu que cette rue des Travailleurs était dans la prolongation de la rue du Docteur de l'époque, le collège changea son nom, le 16 juin 1916 en rue du Docteur prolongée.
Après la Seconde Guerre mondiale, pour rendre hommage aux victimes du cru, la rue du Docteur d'alors devint la rue Robert Willame, à la suite de quoi l'adjectif prolongée de la rue du Docteur disparut, le 8 décembre 1952.

## Bâtiments remarquables et lieux de mémoire
Émile Rotiers habitait au n° 36 à sa mort en 1945. Une rue porte son nom.